# Pokr Al
Il lago Mets Al (lett. Piccolo Al, in azero Kiçik Alagöl) è uno specchio d'acqua di origine vulcanica che si trova  sull'altopiano del Karabakh ad oltre 2700 metri di altezza. Per superficie è il terzo lago del Nagorno Karabakh.
Esso è alimentato da un breve corso d'acqua che scende dalle pendici del monte Dev (3072 m) e dal disgelo delle nevi. È un lago privo di emissari. Attiguo ad esso vi è il Metz Al (lett. Grande Al).